# Mistrzostwa Arabskie w Zapasach w 2014
Mistrzostwa rozegrano od 27 do 29 października 2014 roku w mieście Szarm el-Szejk w Egipcie.

## Tabela medalowa
Gospodarz mistrzostw został zaznaczony kolorem.
| Poz. | Państwo  |    |    |    | Łącznie |
| ---- | -------- | -- | -- | -- | ------- |
| 1    | Egipt    | 11 | 1  | 2  | 14      |
| 2    | Tunezja  | 3  | 7  | 1  | 11      |
| 3    | Maroko   | 1  | 3  | 1  | 5       |
| 4    | Algieria | 1  | 3  | 4  | 8       |
| 5    | Liban    | 0  | 1  | 3  | 4       |
|      | Łącznie  | 16 | 15 | 11 | 40      |

## W stylu klasycznym
| Waga   | złoty                       | srebrny             | brązowy          |
| ------ | --------------------------- | ------------------- | ---------------- |
| 59 kg  | Hajsam Mahmud               | ----                | ----             |
| 66 kg  | Ibrahim Ghanim              | Mouataz Ajediet     | Tamer Obaed      |
| 71 kg  | Akram Budżamalin            | Hakim at-Tarabulusi | Karim Hawwasz    |
| 75 kg  | Muhammad Siddik             | Aziz Bu Allam       | Borhane Ayachi   |
| 80 kg  | Mustafa Muhammad Sadik      | Mohamed Missaoui    | Bachir Sidazara  |
| 85 kg  | Ahmad Usman                 | Jasin Sardi         | ----             |
| 98 kg  | Abd al-Latif Muhammad Ahmad | Adnan ar-Rahimi     | Anas al-Mukabbir |
| 130 kg | Radwan asz-Szabbi           | Hassan Homeh        | ----             |

## W stylu wolnym
| Waga   | złoty                | srebrny              | brązowy          |
| ------ | -------------------- | -------------------- | ---------------- |
| 57 kg  | Mathlouthi Chedli    | Ammar Chergui        | Allaa Ali Sheba  |
| 61 kg  | Ibrahim Abd al-Hamid | Abderrahmane Sayeh   | ----             |
| 65 kg  | Maher Ghanami        | Mohamed Ali Hassan   | Tamer Obaed      |
| 70 kg  | Ijad Ibrahim Chalil  | Mohamed Ali Belayech | Mohamed Boudraa  |
| 74 kg  | Abduh Umar           | Borhane Ayachi       | Akram Budżamalin |
| 86 kg  | Muhammad Ali Zaghlul | Adnan ar-Rahimi      | Bachir Sidazara  |
| 97 kg  | Ali Hamdi Amin       | Anas al-Mukabbir     | ---              |
| 125 kg | Deaaeldin Kamal      | Radwan asz-Szabbi    | Hassan Homeh     |